# イトーカンパニー
有限会社イトーカンパニー（英語: ITOH COMPANY Co., Ltd.）は、東京都渋谷区に本社を置く日本の芸能プロダクション。バーニングプロダクショングループの傘下である。

## 沿革・概要
- 1990年の設立当時はモデル中心の芸能プロダクションとして経営していたが、ともさかりえのブレイクを機に業務を拡大。
- 過去に「イトーカンパニー」のほか、「ラッキーカムカム」「イトーカンパニーリセ」「メンズブランチ」の4社で「イトーカンパニーグループ」を形成していた。
- 2014年より「イトーカンパニーリセ」が「イトーカンパニー」と「ラッキーカムカム」へ統合され、「メンズブランチ」との3社でグループを形成。
- 社団法人「日本音楽事業者協会」の正会員社である。
- 2015年5月　初の全国区オーディション「ネクストヒロインオーディション2015」を開催
- 2015年10月　「ネクストヒロインオーディション2015」受賞者が「ココロネクスト」に所属。同時に「メンズブランチ」を廃合。
- 2020年4月　「ココロネクスト」が「イトーカンパニー」へ統合。

## 所属タレント
※2025年1月現在
イトーカンパニー
- ともさかりえ
- 金子ノブアキ
- 大村彩子
- 落合モトキ
- 岩井七世
- 藤江れいな（元AKB48→元NMB48）
- 岸田タツヤ
- 樋口裕太
- 笹丘明里
- 朝倉ふゆな
- 瑚々
- 紺屋凪乃
- 秦健豪
- 崎浜梨瑚
- 光宗薫
- 山村美智
- 田中ヒロコ[1]
- 矢崎諒
- 尾高樹
- 小川慧
- 南条優衣

ラッキーカムカム
- 弓削智久
- 徳永ゆうき
- 鮎川桃果
- 橘花梨
- 中村祐志
- 岡野海斗
- 山下夏望
- 木下恵

taft
- 蒼井優
- 神野三鈴
- 夏川結衣

文化人・業務提携
- 池上紗理依
- 中原有香

NEW FACE
- 成田紗良
- 藍川きあら
- 夏生ひまり
- 海老名瑠花
- 藤本夏芽
- 汐崎琴音
- 小久保憐
- 村松夏花
- 倉持菫
- 角野汐音
- 小渕由樹

## かつて所属していたタレント
- 相坂真菜美
- 相原佳花
- 新江鈴
- 杏咲美羽
- ALISA
- 安藤簓
- 安藤優
- 勇静華
- 石井瞳
- 石川真奈
- 石田美穂
- 石田桃子
- 石橋瑞枝
- 磯貝奈美
- いとう麻見
- 井上あんな
- 岩本美好
- うすいあさひ
- 浦ちひろ
- 榎本加奈子
- F2（中島千晶、三條久美子）
- 遠藤瞳
- 大山里
- 岡部真子
- 岡本光太郎
- 小倉真美
- 小野雅美
- 折田せりか
- カエデ藤倉
- 籠島麻衣子
- Kazuquo
- 華月綾香
- 加藤葵
- 果夏
- 花歩
- 河合奈菜
- 川瀬佐知
- 川添貴司
- 川野太郎
- 菊池真琴
- 樹山実世
- 桐島里菜
- 柚木佑美
- 工藤祐菜
- 久保田真旺
- 慶松あや
- kenken
- 古賀成美（元NMB48）
- 小林菜津子
- 斉藤りさ
- 早乙女晴香
- 坂田彩
- 相楽樹
- 咲屋有沙
- 桜木さら
- 笹嶋勇介
- 指野春奈
- 佐野舞佳
- 篠原さや
- 島田早希
- 清水真実
- 白上心望
- 白河杏梛
- 白水萌生
- SILVA
- 末永百合恵
- 鈴木朝美
- 鈴木麗
- すほうれいこ
- 澄原佑佳
- 関野翔太
- 園原ゆかり（別名：園原佑紀乃）
- 高倉佳奈子
- 高橋美帆
- 竹内詩乃
- 武本健嗣
- 田附未衣愛
- 田所憲満
- 近野莉菜（元AKB48→元JKT48）
- 塚本愛里
- 辻本優人
- 鶴田明巳
- 永井剛生
- 中江里香（別名：実田江梨花）
- 中川杏奈
- 永瀬晴菜
- 永瀬真悠
- 中武佳奈子
- 中村育子
- 菜摘
- 並川倖大
- 西内ひろ
- 西沢由紀
- 西ゆり子
- 二宮康
- 希穂
- 長谷川ひと美
- 畠山あやな
- 畑中智行
- 初音映莉子
- 花影香音（Lucky Color's KANON）
- 花田優里音
- 濱田亜紗美
- 早咲心結
- 原嶺衣奈
- 半田麻鐘
- 東出薫
- 樋口瑞姫
- Bibi
- 姫川亜里沙
- Hirai Takashi
- 平塚鈴
- 平野靖幸
- 広橋佳苗
- 藤村ちか（別名：藤村知可）
- 吹田早哉佳
- 布施エレナ
- Boom Trigger
- 星名利華
- 星野かおり
- 本多彩子
- 正岡志奈子
- 松崎えみ
- 松本まりか
- 明杏
- 三浦萌子
- Micro
- 岬乃かのん
- 岬乃じゅな
- 水原雅
- 溝口恵
- 三原慧悟
- 宮川一朗太
- 宮崎恵美
- 宮園明優
- 元平亮輔
- 薮正紘
- 山内映美莉
- 山川未菜（Lucky Color's MIINA）
- 山口舞
- 山崎大輝
- 山崎裕子
- 山田葉月
- 山本香澄
- 山本みのり
- 山辺秀美
- 結城亜実
- 友城ちひろ
- 勇人
- 悠那
- 吉田智美
- わかなゆり
- 渡辺理奈